# مرغ توفان دمگاه‌گوه‌ای
مرغ توفان دمگاه‌گوه‌ای (نام علمی: Oceanodroma tethys) نام یک گونه از سرده اقیانوس‌روها است.